# Serej
Le Serej (en russe : Сереж), est une rivière de Russie qui coule dans la partie orientale de la plaine de Sibérie occidentale, dans le kraï de Krasnoïarsk. C'est un affluent du Tchoulym en rive gauche, donc un sous-affluent de l'Ob.

## Géographie
La longueur du Serej est de plus ou moins 200 kilomètres et son bassin versant s'étend sur 4 750 kilomètres carrés.
Son débit inter annuel moyen est de 10,0 m3/s.
La rivière prend sa source dans la région de la ville d'Oujour. Peu après sa naissance, elle s'oriente vers le nord et maintient dès lors globalement cette direction, jusqu'à la fin de son parcours, avec de nombreuses boucles et de fréquents méandres.
La rivière finit par se jeter dans le Tchoulym en rive gauche au niveau de la petite localité de Bolchoï Serej, 20 kilomètres en amont de la ville de Nazarovo.

## Hydrométrie - Les débits mensuels à Antropovo
Le Serej est un cours d'eau peu abondant et très irrégulier suivant les années.
Le débit du Serej a été observé pendant 41 ans (durant la période 1956 - 2000) à Antropovo, petite localité située à 69 kilomètres de sa confluence avec le Tchoulym . 
Le débit inter annuel moyen ou module observé à Antropovo sur cette période était de 9,98 m3/s pour une surface de drainage de 4 580 km2, soit près de 96 % du bassin versant de la rivière qui en compte 4 750.
La lame d'eau écoulée dans ce bassin versant se monte ainsi à 69 millimètres par an, ce qui peut être considéré comme médiocre dans le contexte du bassin assez bien arrosé du Tchoulym. 
Rivière alimentée en partie par la fonte des neiges, mais aussi par les pluies d'été et d'automne, le Serej est un cours d'eau de régime nivo-pluvial. 
Les hautes eaux se déroulent au printemps, aux mois d'avril et de mai, ce qui correspond au dégel et à la fonte des neiges. En juin puis en juillet, le débit baisse assez rapidement, puis se stabilise à un niveau moyen tout en conservant une tendance baissière, et ceci tout au long du reste de l'été, puis de l'automne. En novembre, le débit chute, ce qui constitue l'entrée en période des basses eaux, laquelle a lieu de décembre à mars inclus. Cette saison de basses eaux correspond aux importantes gelées qui envahissent toute la Sibérie. 
Le débit moyen mensuel observé en février (minimum d'étiage) est de 3,02 m3/s, soit plus ou moins 11 % du débit moyen du mois d'avril (27 m3/s), ce qui montre des 
variations saisonnières fort modérées, du moins dans le cadre de la Sibérie. Mais des irrégularités bien plus importantes surviennent d'après les années. Ainsi sur la durée d'observation de 41 ans, le débit mensuel minimal a été de 0,26 m3/s en janvier 
1975, tandis que le débit mensuel maximal s'élevait à 187 m3/s en mai 1966. 
En considérant la seule période estivale, libre de glaces (de mai à septembre inclus), le débit mensuel minimal observé a été de 1,90 m3/s en septembre 1965, ce qui implique des étiages d'été-automne parfois très sévères eux aussi. 